# Марксер, Мартин
Мартин Марксер (нем. Martin Marxer; род. 4 октября 1999, Беллинцона) — лихтенштейнский футболист, защитник клуба «Мури-Гюмлиген» и национальной сборной Лихтенштейна.

## Карьера
Воспитанник лихтенштейнского футбольного клуба «Эшен-Маурен». В июле 2016 года перешёл в «Вадуц-2», вместе с которым на протяжении 2 сезонов выступал в швейцарской региональной лиге. В июле 2019 года вернулся в «Эшен-Маурен», где стал выступать за вторую команду клуба. В январе перешёл в швейцарский клуб «Остермундиген». 
В июле 2022 года футболист перешёл в клуб «Мури-Гюмлиген». Дебютировал за клуб 20 августа 2022 года в матче против клуба «Аджуа-Монтерри». Футболист быстро закрепился в основной команде клуба.

## Международная карьера
В октябре 2014 года футболист получил вызов в юношескую сборную Лихтенштейна до 17 лет для участия в квалификационных матчах юношеского чемпионата Европы. Дебютировал за сборную 28 октября 2014 года в матче против Польши.
В октябре 2016 года футболист вместе с юношеской сборной Лихтенштейна до 19 лет отправился на квалификационные матчи юношеского чемпионата Европы. Дебютировал за сборную 25 октября 2016 года в матче против Шотландии. 
В марте 2017 года футболист присоединился к молодёжной сборной Лихтенштейна, отправившись на квалификационные матчи молодёжного чемпионата Европы. Однако на поле футболист так и не вышел. Дебют состоялся 23 марта 2018 года в матче против Португалии. 
В марте 2021 года футболист получил вызов в национальную сборную Лихтенштейна. Дебютировал за сборную 28 марта 2021 года в квалификационном матче на чемпионат мира против сборной Северной Македонии, заменив на 66 минуте Фабио Вольфингера.